# المركع (ملحان)

تعديل مصدري - تعديل

المركع هي إحدى قرى عزلة القبلة بمديرية ملحان التابعة لمحافظة المحويت، بلغ تعداد سكانها 516 نسمة حسب تعداد اليمن لعام 2004.